# 증거동의
증거동의(證據同意)란 검사, 피고인이 증거로 할 수 있음을 동의하는 것으로 증거에 증거능력을 부여하는 당사자의 소송행위이다.

## 판례
- 약식명령에 불복하여 정식재판을 청구한 피고인이 정식재판절차에서 2회 불출정하여 법원이 피고인의 출정 없이 증거조사를 하는 경우에 증거동의가 간주된다.[1]
- 제1심에서 증거동의 간주 후 증거조사를 완료한 이상, 항소심에 출석하여 그 증거동의를 철회 또는 취소한다는 의사표시를 하더라도 그 증거능력이 상실되지 않는다.[2]
- 긴급체포를 할 당시 물건을 압수하였는데 그후 압수수색영장을 발부받지 않았음에도 즉시 반환하지 않은 경우 피고인이나 변호인이 이를 증거로 함에 동의하더라도 증거능력은 인정되지 않는다.[3]